# Blauwschaap
Het blauwschaap, de naur of de bharal (wetenschappelijke naam: Pseudois nayaur) is een soort bok die voorkomt in de gebergtes van Centraal-Azië. Ondanks de naam hoort het blauwschaap niet bij de schapen (geslacht Ovis). Samen met het dwergblauwschaap (Pseudois schaeferi) vormt de soort een eigen geslacht, dat nauwer aan de geiten dan aan de schapen verwant is.

## Kenmerken
Ook in uiterlijk lijken blauwschapen eerder op geiten dan op echte schapen. De 10 tot 20 cm lange staart niet meegerekend, worden ze 1,2 tot 1,7 m lang, met een schouderhoogte van 75 tot 90 cm. Het gewicht kan 35 tot 80 kg bedragen. De mannetjes worden groter en zwaarder dan de vrouwtjes.

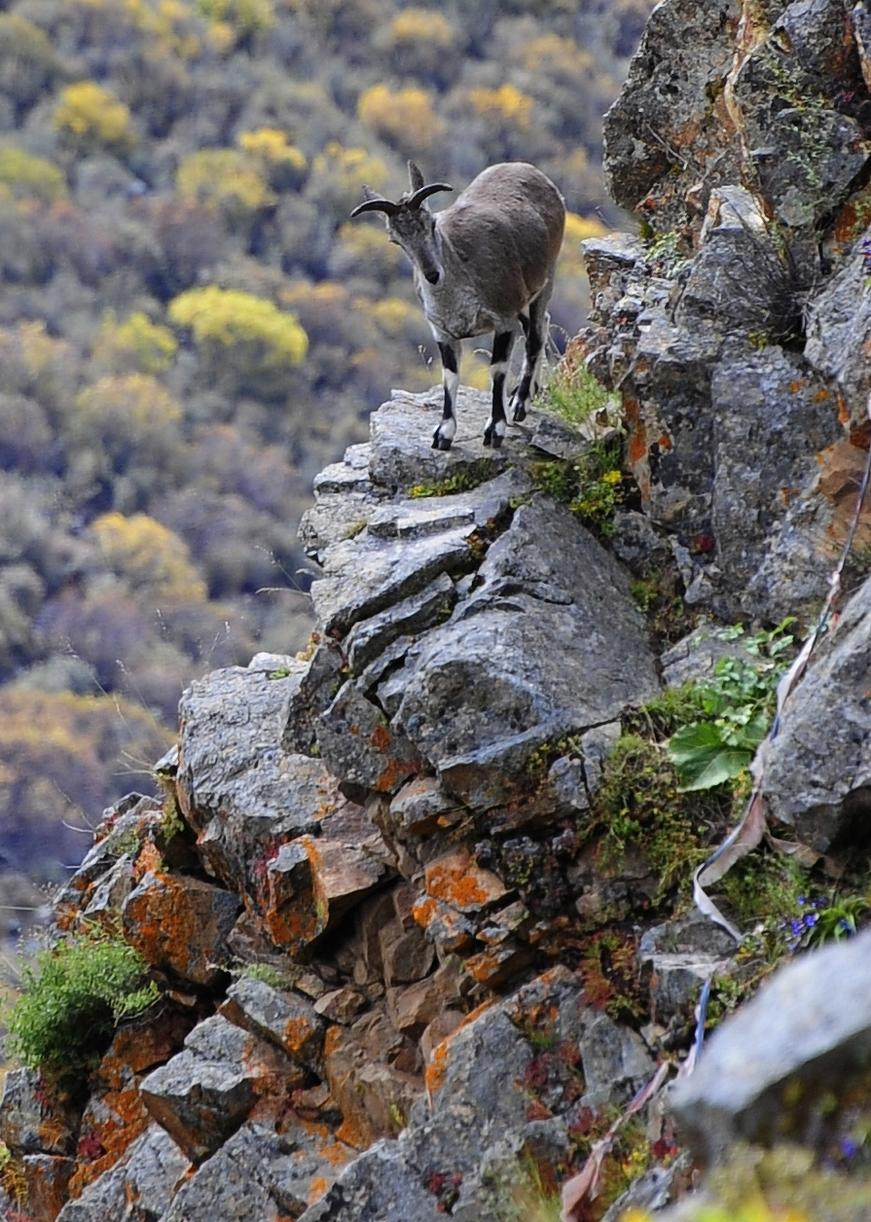
Blauwschaap op een rotspartij in Tibet.

Blauwschapen hebben op de rug, kop en flanken een grijze vacht die soms een blauwige glans vertoont, waar het dier zijn naam aan te danken heeft. De buik en achterkant van de poten zijn wit. De borst en voorzijde van de poten is zwart of donkergrijs.
Zowel de mannetjes als de vrouwtjes hebben hoorns. Bij de mannetjes staan de hoorns zijwaarts, naar achteren toe omgebogen en kunnen ze 80 cm lang worden. De vrouwtjes hebben kleinere hoorns (rond 20 cm lang), die recht naar boven staan.

## Voorkomen
Het blauwschaap leeft in de hooggebergtes en hoogplateaus van het oosten van Centraal-Azië. Het verspreidingsgebied loopt van de Himalaya (Tibet, India, Nepal, Bhutan, Pakistan) in het zuiden over het Tibetaans Plateau en de Kunlun, Pamir en Tian Shan in Xinjiang tot aan Binnen-Mongolië in het noordoosten. Normaal gesproken begrazen blauwschapen de alpiene weiden op hoogtes tussen 3000 en 5000 m, maar ze zijn tot op 6500 m waargenomen. Het blauwschaap begeeft zich bij gevaar op steile rotspartijen, waar de meeste predators ze niet gemakkelijk kunnen volgen.

## Levenswijze

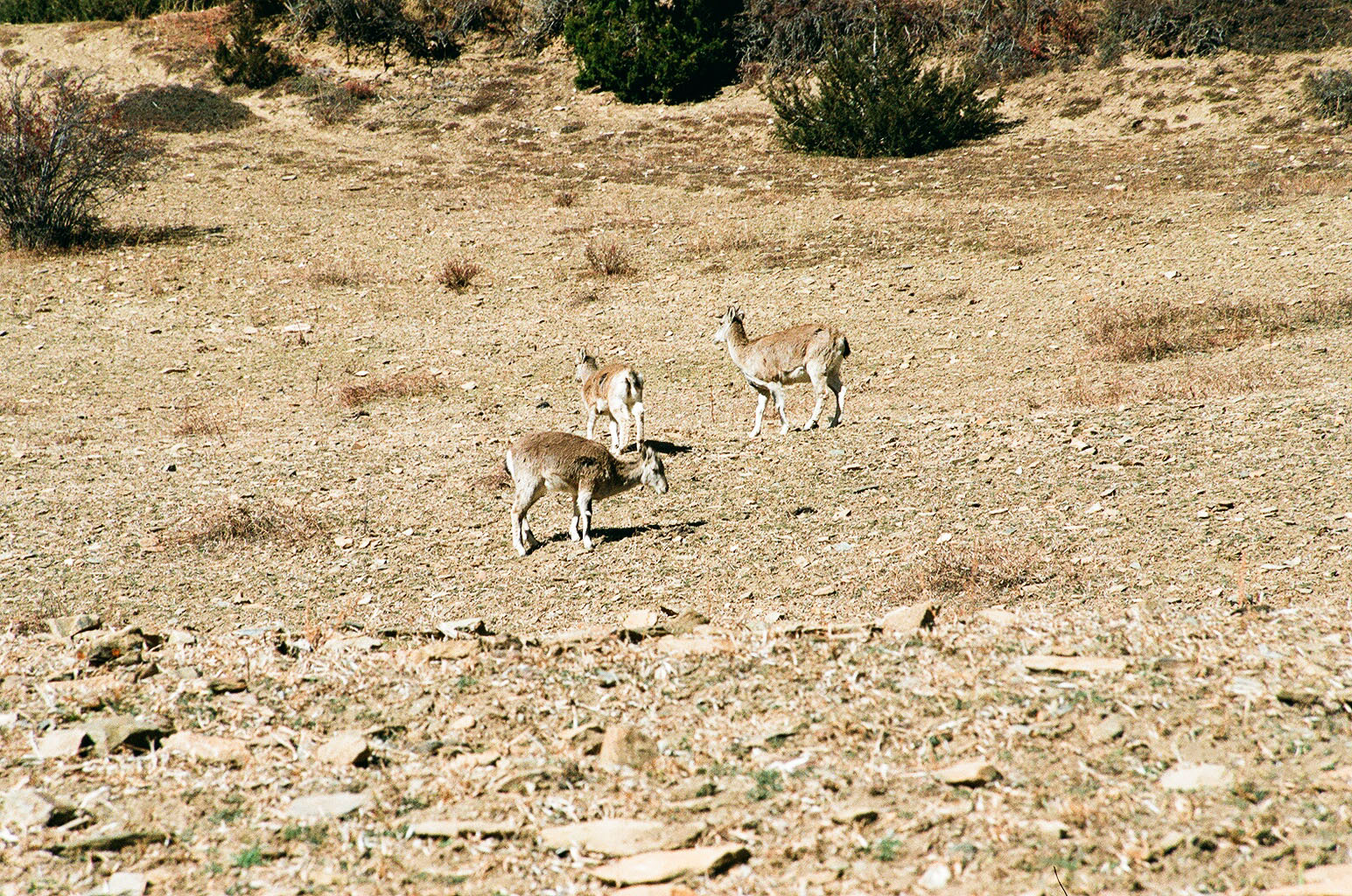
Kudde blauwschapen in het gebied van de Annapurna, Nepal.

Het blauwschaap voedt zich met grassen, kruiden, mossen en ander plantaardig materiaal.
De vrouwtjes vormen, samen met de jonge dieren, kuddes van 5 tot 18 dieren. Bij uitzondering komen ook grotere groepen voor. Buiten de bronsttijd leven de mannetjes solitair of, in het geval van jonge mannetjes, in groepen van enkele dieren. Als de bronsttijd nadert worden de mannetjes zeer agressief tegen elkaar. Ze proberen dan door onderlinge gevechten de controle over een kudde vrouwtjes te verwerven.

## Voortplanting
De paring vindt normaal gesproken tussen oktober en januari plaats. De draagtijd is ongeveer 160 dagen. Tussen mei en juli komen de jongen ter wereld, meestal alleen, hoewel tweelingen ook voorkomen. De jonge dieren worden ongeveer 6 maanden lang gezoogd en zijn na ongeveer anderhalf jaar geslachtsrijp. Bij mannetjes duurt het desondanks meestal tot rond het 7e levensjaar voordat het ze daadwerkelijk lukt zich voort te planten.
In de natuur worden blauwschapen gemiddeld 12 tot 15 jaar oud. In gevangenschap kunnen ze bij uitzondering ook 20 jaar oud worden.

## Bedreigingen
In de zestiger jaren van de vorige eeuw leefden er nog meer dan een miljoen blauwschapen in het wild. Vanwege de jacht is dit aantal sindsdien sterk afgenomen. Tot 1989 werd de soort bejaagd voor het vlees, dat ook geëxporteerd werd naar Europa. Hoewel de jacht in dat jaar officieel werd verboden, vormt de stroperij nog steeds een grote bedreiging. Pakistan heeft in 2014 het blauwschaap laten opnemen in bijlage III bij de Overeenkomst inzake de internationale handel in bedreigde in het wild levende dier- en plantensoorten (CITES). Ze wenst daarmee de medewerking van andere landen te verkrijgen om de in- en uitvoer van deze soort te controleren.
Schattingen van in het wild levende exemplaren lopen uiteen van 45.000 tot 400.000. De IUCN beschouwd de soort als niet in gevaar zijnde (least concern).